# Euchaetomera richardi
Euchaetomera richardi är en kräftdjursart som beskrevs av Nouvel 1945. Euchaetomera richardi ingår i släktet Euchaetomera och familjen Mysidae. Inga underarter finns listade i Catalogue of Life.